# ニコライ・ブダーリン

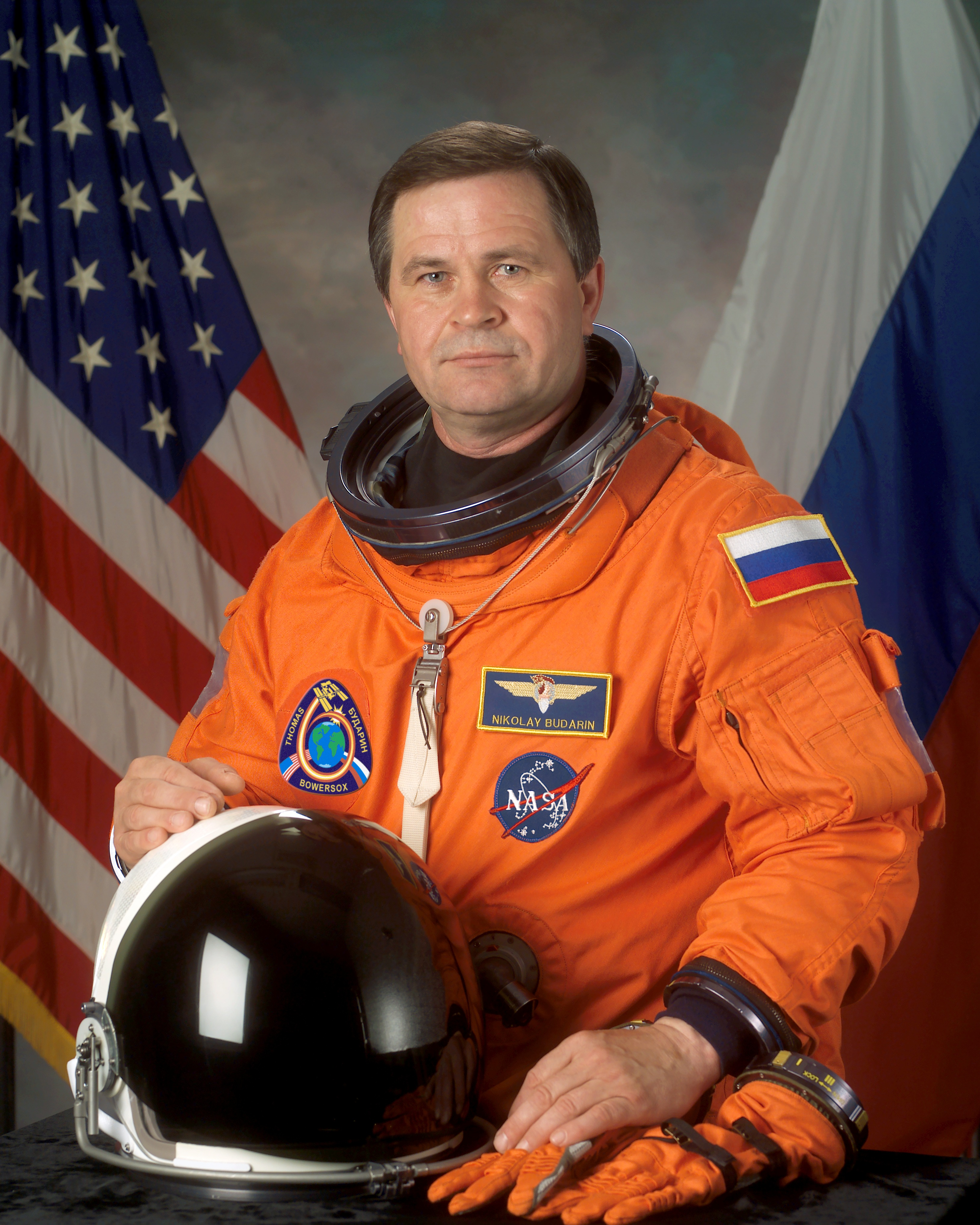
ニコライ・ブダーリン

ニコライ・ブダーリン（Nikolai Mikhailovich Budarin、ロシア語:Николай Михайлович Бударин、1953年4月29日-）は、チュヴァシ共和国キルヤ出身のロシアの宇宙飛行士である。ミールと国際宇宙ステーションに3度の滞在を行った。

## パーソナルデータ
ニコライ・ブダーリンは、マリナ・ルホフナ・ブダーリナと結婚し、2人の息子ドミトリーとウラジスラフを儲けている。趣味は釣り、スキー、きのこ狩り等である。父のミハイル・ロマノヴィッチ・ブダーリンは1984年に、母のアレクサンドラ・ミハイロヴナ・ブダーリンは1986年に死去した。

## 教育
1979年にモスクワ航空大学を卒業し、機械工学の学位を取得した。

## 受賞など
ロシア連邦英雄を受章している。

## 経歴
1976年にS.P.コロリョフ ロケット&スペース コーポレーション エネルギアに就職し、1989年2月にテスト宇宙飛行士の候補になった。
1989年9月から1991年1月にかけてガガーリン宇宙飛行士訓練センターで基礎的な訓練を終え、試験を通過してテスト宇宙飛行士となった。
1991年2月から1993年12月まで、ミールに行くためのソユーズ-TMの訓練を受けた。
1995年6月27日から9月11日まで、ブダーリンはミールの19回目の長期滞在ミッションに参加した。STS-71で打ち上げられ、ソユーズTM-21で帰還した。
1998年1月28日から8月25日まで、ミールの25回目の長期滞在ミッションに参加した。ソユーズTM-27で往来した。
2002年11月23日から2003年5月3日まで、ブダーリンはフライトエンジニアとして国際宇宙ステーションの第6次長期滞在に参加し、161日間を過ごした。乗組員はスペースシャトル・エンデバーのSTS-113で打ち上げられ、ソユーズTMA-1で帰還した。
2007年まで、彼はドゥーマで統一ロシアの議員を務めた。